# کندس کمرون بیور
کَندِس کَمِرون بیور (انگلیسی: Candace Cameron Bure؛ زادهٔ ۶ آوریل ۱۹۷۶) یک هنرپیشه و تهیه‌کننده اهل ایالات متحده آمریکا است. وی از سال ۱۹۸۲ میلادی تاکنون مشغول فعالیت بوده‌است.
او تاکنون ۷ مرتبه (در ۶ سال پیاپی) نامزد دریافت «جایزه هنرمند جوان» بوده و یک مرتبه نیز، برندهٔ «جایزه برگزیده کودکان نیکلودین» شده‌است.
او در فیلم پانچ‌لاین بازی کرده‌است.